# 莫伊谢耶沃农村居民点
莫伊谢耶沃农村居民点（俄语：Моисеевское сельское поселение）是俄罗斯联邦伏尔加格勒州科托沃区所属的一个农村居民点。其下辖有2个居民点，行政中心为莫伊谢耶沃。据2016年统计，该农村居民点的人口为1020人。